# 上海农场
33°19′22″N 120°31′48″E / 33.322743°N 120.529901°E
光明食品集团上海农场有限公司，前称上海市上海农场，简称上海农场，是上海市国有企业——光明食品下属的农场。它是上海市人民政府在江苏省盐城市大丰区东北部设置的一处农场，由黄海滩涂围垦而来，除临海部分，全境都被大丰区包围。但是在行政区划管辖上，属于上海市宝山区。

## 历史
上海农场的前身是在1950年3月，由首任上海市长陈毅创立的“垦区生产管理局”，后建立了“上海市第一劳动教养管理所”。1974年4月，更名为“上海市上海农场”。1983年，上海农场的川东分场被单独劃出，是为“川东农场”。现今，上海农场的占地面积99平方公里，总人口8,149人。
上海农场毗邻上海市的另一个飞地“海丰农场”。海丰农场是上海农场的一个分场，规模也十分庞大，截至1980年代，海丰农场共接纳了8万名上海知青参加劳动。

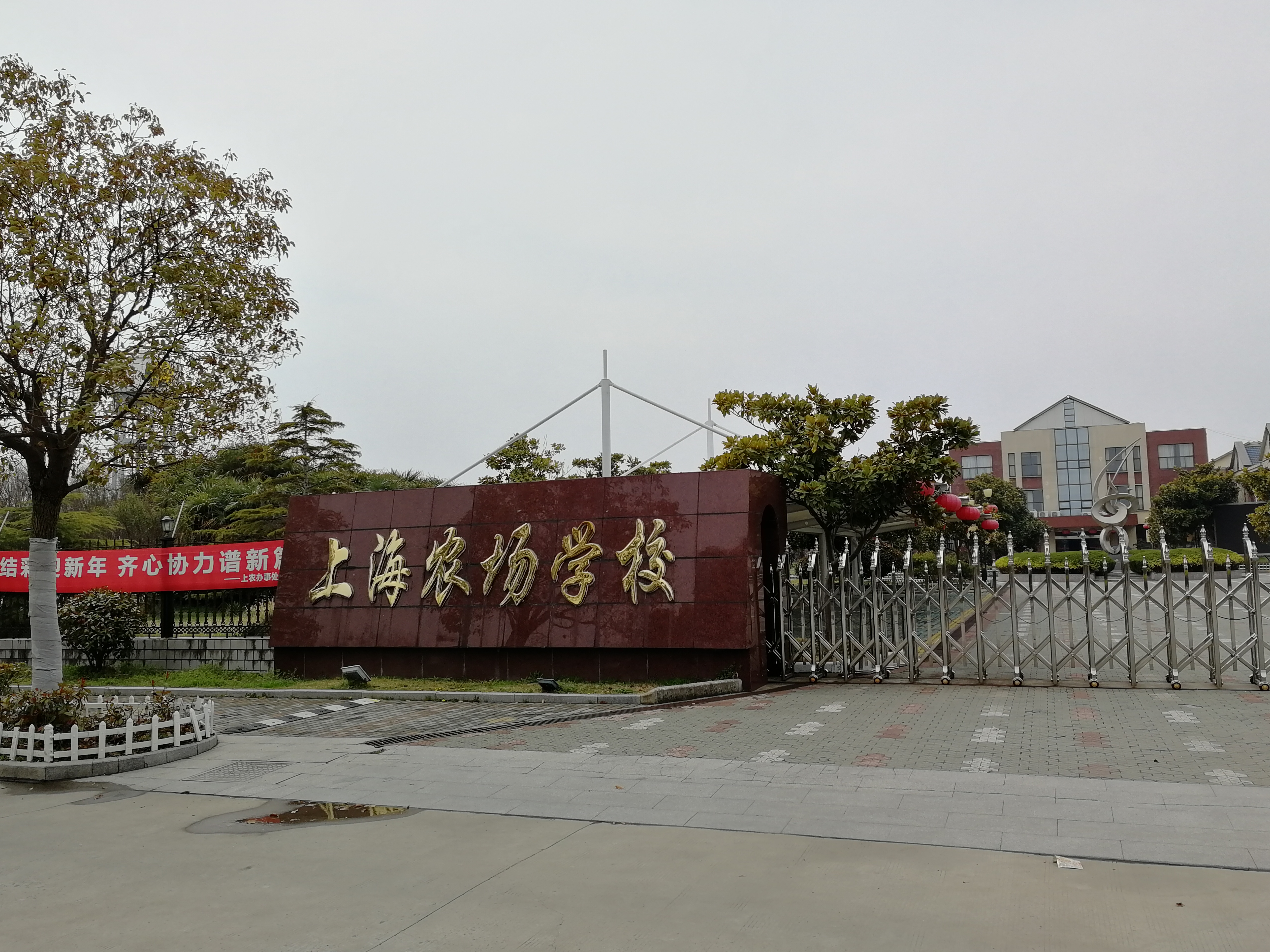
上海农场学校
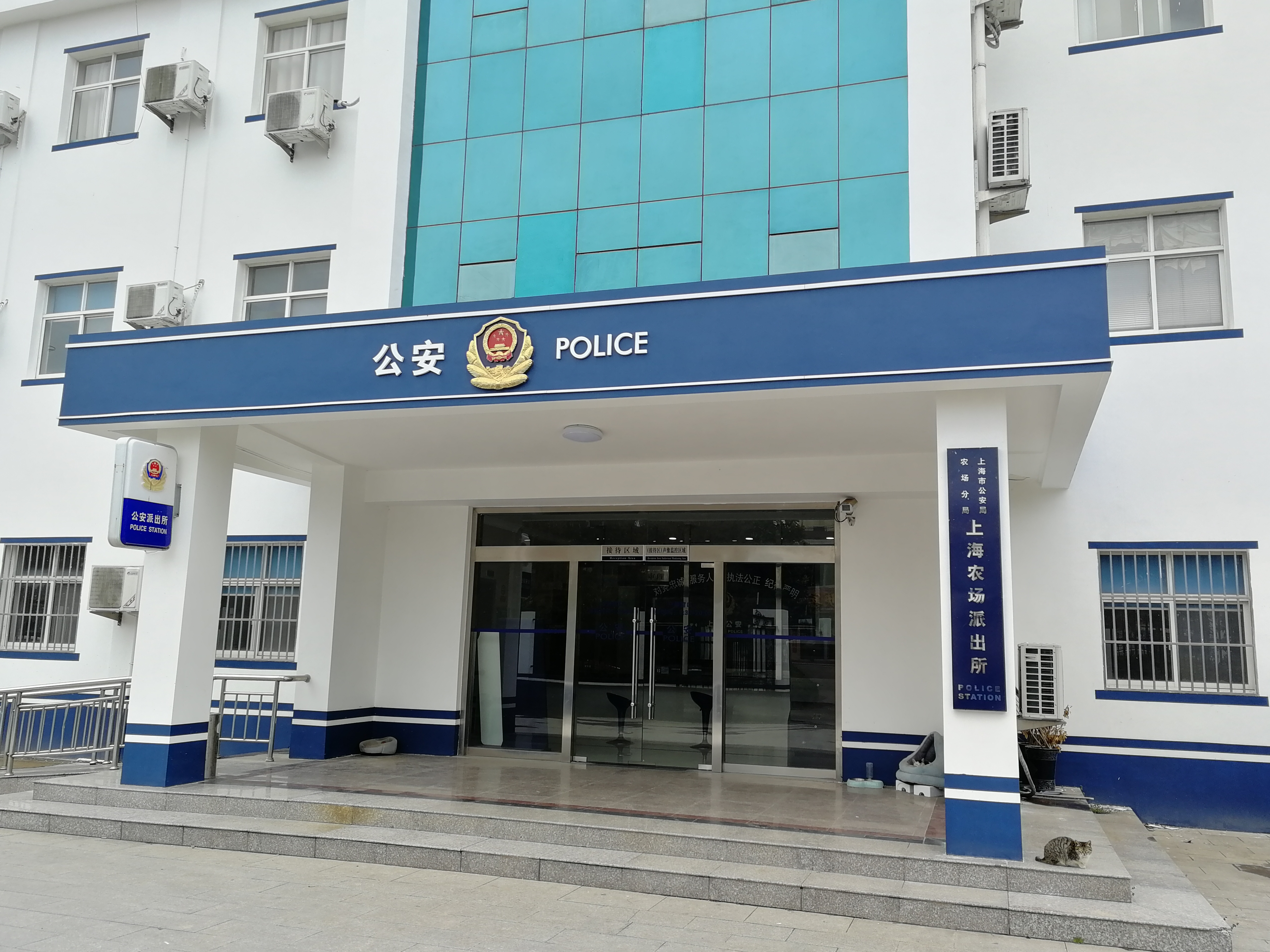
由上海市公安局管辖的上海农场派出所
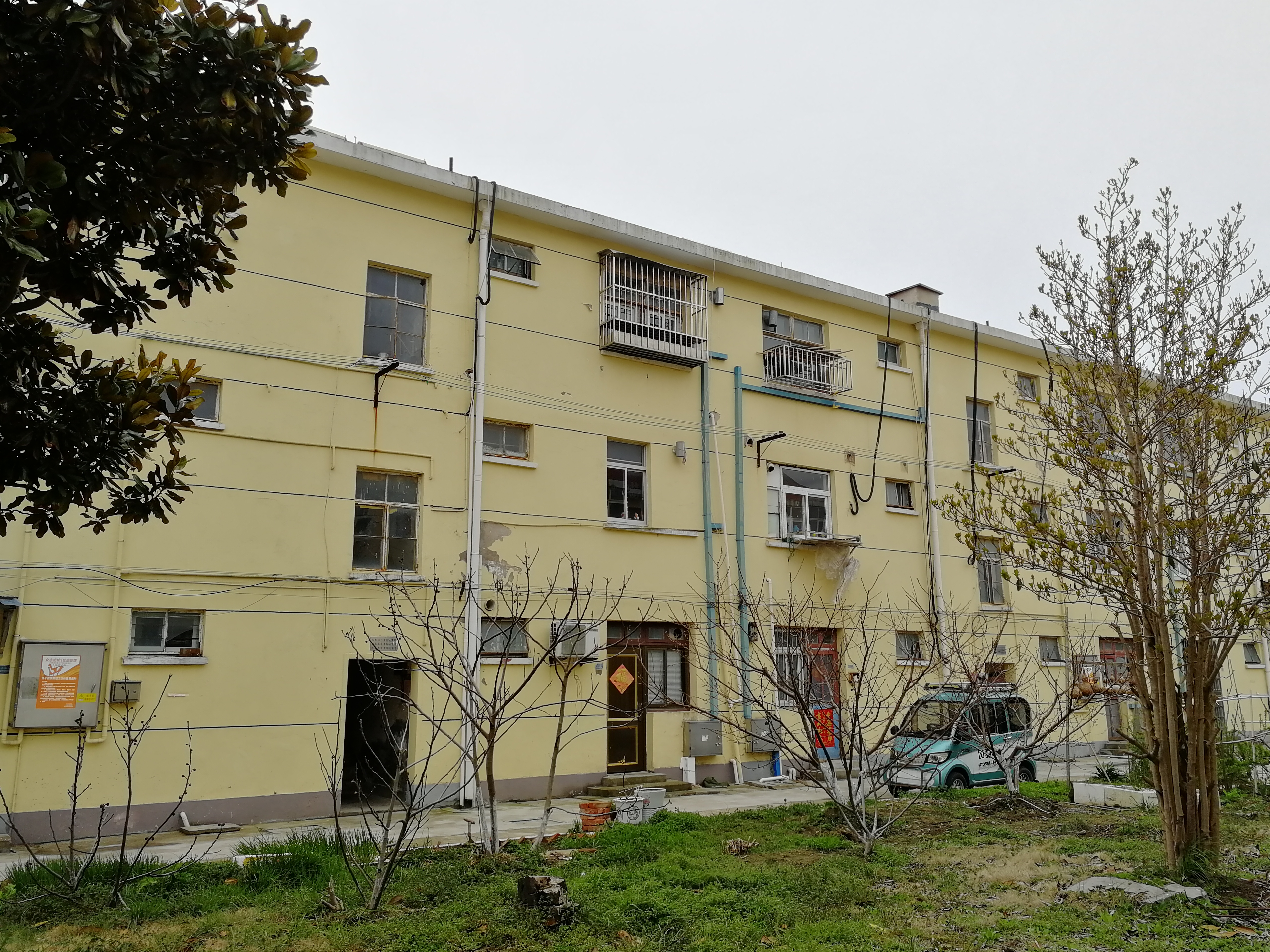
上农新村里一处较旧的公寓楼
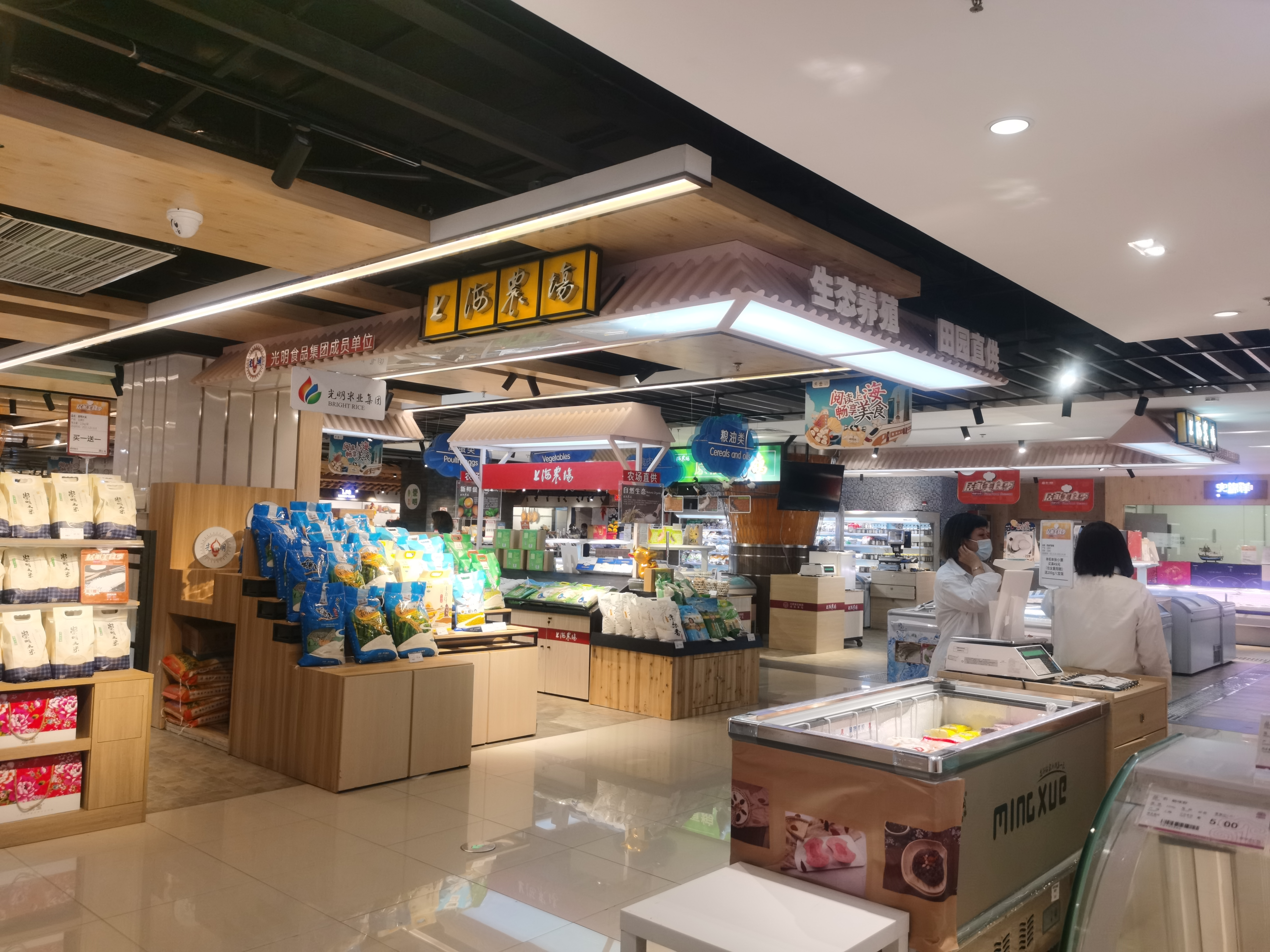
上海农场生产的各类产品